# Polk County, Nebraska
Polk County är ett administrativt område i delstaten Nebraska, USA, med 5 406 invånare. Den administrativa huvudorten (county seat) är Osceola.

## Geografi
Enligt United States Census Bureau har countyt en total area på 1 142 km². 1 137 km² av den arean är land och 5 km² är vatten. 

### Angränsande countyn
- Butler County - öster
- York County - söder
- Hamilton County - sydväst
- Merrick County - väster
- Platte County - norr